# John Evan Hodgson

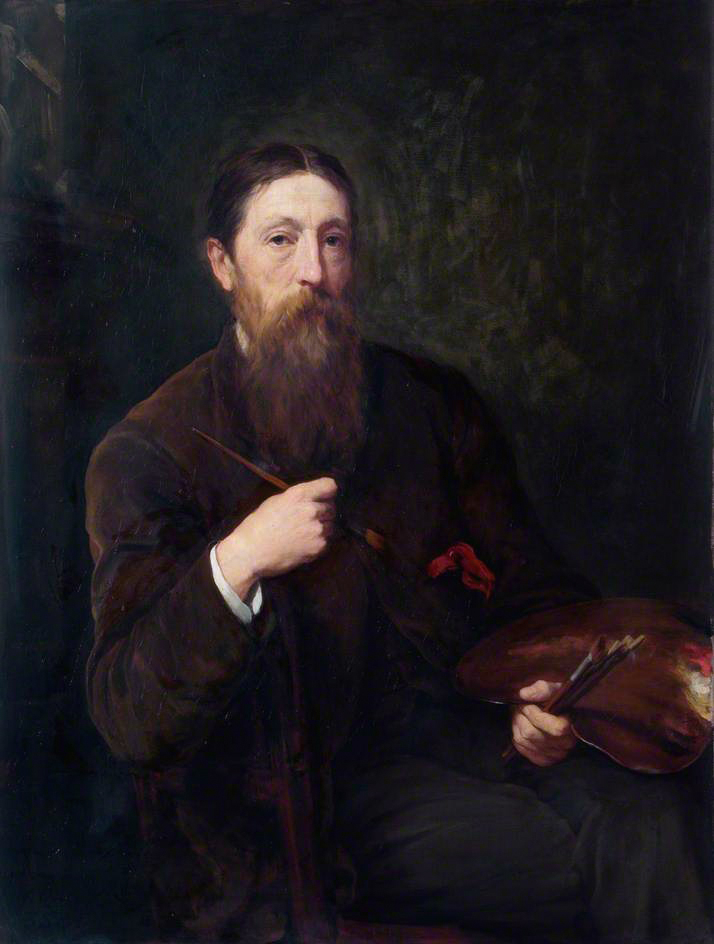
John Evan Hodgson (Walter William Ouless, 1884)

John Evan Hodgson (* 1. März 1831 in London; † 19. Juni 1895 ebenda) war ein englischer Maler.

## Leben
Hodgson verlebte seine Jugendzeit in Russland, kehrte erst 1853 nach England zurück, wurde Schüler der Akademie in London und stellte schon 1854 sein erstes Bild aus. Mehrere Jahre lang entlehnte er seine Stoffe dem Volksleben oder dem historischen Genre, bis er 1868 eine Reise durch fast ganz Nordafrika machte, welche ihn bewog, sich von nun an der Schilderung der dortigen Völker und ihrer Sitten zu widmen. Diese wusste er in geistreicher, oft humoristischer Weise und kräftigem, harmonischem Kolorit darzustellen.
Dahin gehören:
- Ein arabischer Märchenerzähler,
- Die schwarze Wache des Paschas
- Ein arabischer Patriarch,
- Die Reorganisation der Armee in Marokko,
- Ein Vogelhändler in Tunis,
- Eine Barbierstube in Tunis,
- Die Erwiderung des Salutschusses,
- Die wohlgenährten Bedienten, Der Waffenschmied

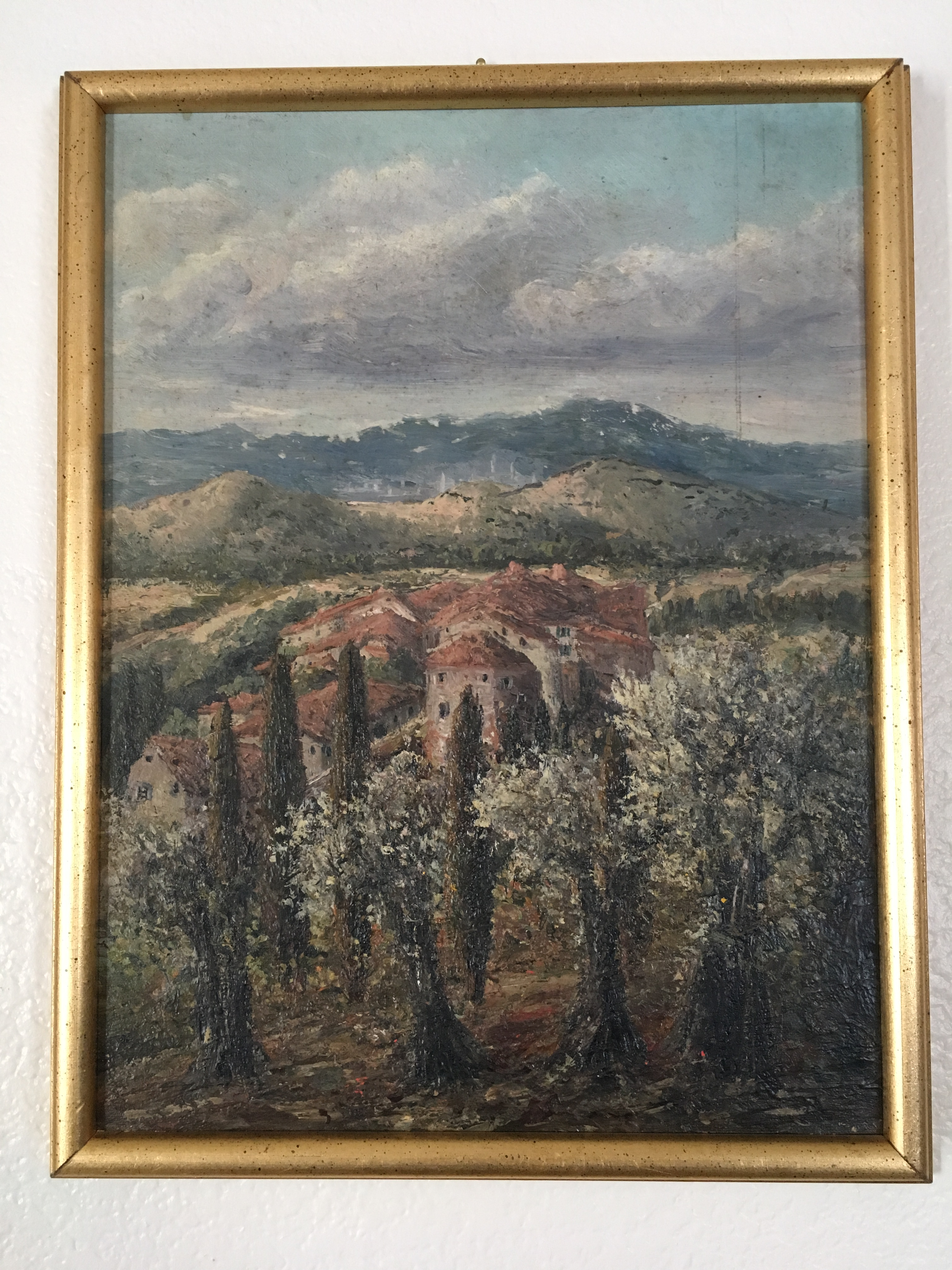

- Der arme Scherenschleifer und
- Ein moderner Aktäon.

Bilder von J.E.Hodgson:
Dieser Artikel basiert auf einem gemeinfreien Text aus Meyers Konversations-Lexikon, 4. Auflage von 1888 bis 1890.
| Personendaten    | Personendaten      |
| ---------------- | ------------------ |
| NAME             | Hodgson, John Evan |
| KURZBESCHREIBUNG | englischer Maler   |
| GEBURTSDATUM     | 1. März 1831       |
| GEBURTSORT       | London             |
| STERBEDATUM      | 19. Juni 1895      |
| STERBEORT        | London             |